# إساكن
إيسّاغن (تُكتب أيضا اساغن وتنطق إساگن)، هي جماعة قروية مغربية صنهاجية جنوب مدينة الحسيمة، تنتمي لإقليم الحسيمة وتضم 15.425 ساكنا (إحصاء 2004). توجد وسط قبيلة بني سدات أي بني سادات بكثامة قرب جبل تيدغين أعلى جبل في سلسلة جبال الريف الذي يبلغ ارتفاعه 2456م.

## المركز
يقع مركز إيساگن على قمة منخفض إيساگن على علو 1500 متر عن سطح البحر محاط بجبلي: دهدوه غربا وإموفراغ جنوبا ٬ في حين يحيط به شمالا مجرى نهر أورينگا ٬ محاط بغطاء غابوي كثيف يتشكل معظمه من شجر الأرز ٬ وقد أطلق الإسبان على المركز تسمية يانو أماريو (llano amarillo) أي السهل الأصفر في إشارة لانبساط التضاريس المفاجئ والنسبي وإن كان على ارتفاع 1500 متر
لقد أنشئ المركز كقرية صغيرة من طرف الساكنة ٬ ثم مالبث أن اكتسب أهمية عسكرية واستراتتيجية بعد الاحتلال الإسباني سنة 1920 ٬ حيث أصبحت هذه القرية مركزا عسكريا يستطيع الإسبان منه مراقبة جبل تدغين وكافة قبائله
يقطن المركز حسب توقعات 2013 : 1884 نسمة ٬ ويمتاز المركز بكونه منطقة سياحية بامتياز ٬ حيث تنشط السياحة الجبلية خصوصا في موسم الثلوج ٬ كما أن منظر الدور جبلية الطراز وسط الثلوج وغابات الأرز ٬ يستقطب مئات السائحين سنويا